# Bürgermeister (Baden-Württemberg)
Ein Bürgermeister ist das Oberhaupt einer Gemeinde oder Stadt. Dieser Artikel beschreibt die Stellung des Bürgermeisters in baden-württembergischen Gemeinden.

## Amtsbezeichnung
In Stadtkreisen (also kreisfreien Städten) und Großen Kreisstädten führt der Bürgermeister die Amtsbezeichnung Oberbürgermeister (§ 42 GemO). In den genannten Kommunen kann der Gemeinderat bestimmen, dass weiteren Beigeordneten die Amtsbezeichnung Bürgermeister verliehen wird. Die folgenden Ausführungen beziehen sich jeweils auf das Gemeindeoberhaupt, nicht auf Beigeordnete, unabhängig von der Amtsbezeichnung.
Bisweilen ist (auf schwäbisch) auch von Schultes die Rede.

## Allgemeines
Das baden-württembergische Kommunalrecht folgt dem sogenannten Modell der Süddeutschen Ratsverfassung. Diese gibt dem direkt gewählten Bürgermeister eine relativ starke Stellung gegenüber dem Gemeinderat. Dies ist in der baden-württembergischen Gemeindeordnung (GemO) festgelegt. In der GemO regelt der 3. Abschnitt (§§ 42 bis 55) die Rolle des Bürgermeisters.

## Rechtsstellung des Bürgermeisters (§ 42 GemO)
Der Bürgermeister ist Vorsitzender des Gemeinderates und Leiter der Gemeindeverwaltung. Er vertritt die Gemeinde nach außen.
In Gemeinden mit weniger als 2000 Einwohnern ist der Bürgermeister im Regelfall Ehrenbeamter auf Zeit. Abweichend kann in Gemeinden mit mehr als 500 Einwohnern in der Hauptsatzung festgelegt werden, dass der Bürgermeister wie in den übrigen Gemeinden hauptamtlicher Beamter auf Zeit ist (hauptamtlicher Bürgermeister).
Die Amtszeit des Bürgermeisters beträgt acht Jahre. Die Amtszeit beginnt mit dem Amtsantritt, im Fall der Wiederwahl schließt sich die neue Amtszeit an das Ende der vorangegangenen Amtszeit an.
Der Bürgermeister führt nach Abgabe seiner Stelle die Geschäfte bis zum Amtsantritt des neu gewählten Bürgermeisters weiter; sein Dienstverhältnis besteht so lange weiter. Das trifft nicht zu, wenn
- er vor dem Freiwerden seiner Stelle schriftlich mitgeteilt hat, dass er die Weiterführung der Geschäfte ablehnt,
- er des Dienstes vorläufig befreit ist,
- gegen ihn Klage wegen eines Verbrechens erhoben ist, oder wenn
- er ohne Rücksicht auf Wahlprüfung und Wahlanfechtung nach Feststellung des Gemeindewahlausschusses nicht wiedergewählt ist. Ist im ersten Wahlgang kein Bewerber gewählt worden, so ist das Ergebnis der Neuwahl entscheidend.

Die Besoldung ist im Landeskommunalbesoldungsgesetz geregelt, die Höhe der Besoldung hängt unter anderem von der Gemeindegröße und dem Dienstalter ab.

## Bürgermeister als Vorsitzender des Gemeinderates (§ 43 GemO)
Die starke Stellung des Bürgermeisters drückt sich auch darin aus, dass er dem Gemeinderat (Gemeindeparlament) vorsitzt. Er bereitet damit die Sitzungen des Gemeinderats und der Ausschüsse vor und vollzieht die Beschlüsse (§ 43 GemO).
Weiterhin muss der Bürgermeister gesetzwidrigen Beschlüssen des Gemeinderats widersprechen. Wenn er nur dafürhält, dass sie für die Gemeinde nachteilig sind, kann er widersprechen. Der Widerspruch hat aufschiebende Wirkung. Die Folge des Widerspruchs ist, dass der Gemeinderat nach spätestens drei Wochen erneut über den Sachverhalt abstimmen muss (aufschiebendes Veto).
In dringenden Angelegenheiten des Gemeinderats, bei denen die Eilbedürftigkeit eine Sitzung des Gemeinderates nicht zulässt, entscheidet der Bürgermeister anstelle des Gemeinderats.

## Bürgermeister als Leiter der Gemeindeverwaltung (§ 44 GemO)
Der Bürgermeister leitet die Gemeindeverwaltung. Er bestimmt die Organisation der Gemeindeverwaltung und legt im Einvernehmen mit dem Gemeinderat die Geschäftsverteilung der Beigeordneten fest (§ 44 GemO).
Der Bürgermeister ist Vorgesetzter, Dienstvorgesetzter und oberste Dienstbehörde der Gemeindemitarbeiter.

## Wahl des Bürgermeisters

### Wahlgrundsätze (§ 45 GemO)
Der Bürgermeister wird gem. § 45 GemO von den Bürgern in allgemeiner, unmittelbarer, freier, gleicher und geheimer Wahl gewählt. Die Wahl ist nach den Grundsätzen der Mehrheitswahl durchzuführen. Gewählt ist, wer mehr als die Hälfte der gültigen Stimmen erhalten hat.
Entfällt auf keinen Bewerber mehr als die Hälfte der gültigen Stimmen, findet frühestens am zweiten und spätestens am vierten Sonntag nach der Wahl eine Stichwahl zwischen den beiden erfolgreichsten Kandidaten statt. (seit der Wahlrechtsänderung von 2023 – vorher „Neuwahl“ mit einfacher Mehrheit)

### Wählbarkeit (§ 46 GemO)
Wählbar zum Bürgermeister sind gem. § 46 GemO Deutsche im Sinne von Art. 116 des Grundgesetzes und Unionsbürger, die vor der Zulassung der Bewerbung in der Bundesrepublik Deutschland wohnen, die Bewerber müssen am Wahltag das 18. Lebensjahr vollendet haben und müssen die Gewähr dafür bieten, dass sie jederzeit für die freiheitliche demokratische Grundordnung im Sinne des Grundgesetzes eintreten.
Nicht wählbar ist, wer von der Wählbarkeit in den Gemeinderat ausgeschlossen ist. Nicht wählbar ist ferner, wer als Beamter im förmlichen Disziplinarverfahren durch Urteil aus dem Dienst entfernt worden ist oder gegen wen in einem dem Disziplinarverfahren entsprechenden Verfahren in einem anderen Mitgliedstaat der Europäischen Union eine entsprechende Maßnahme verhängt worden ist, in den auf die Rechtskraft des Urteils oder der entsprechenden Maßnahme folgenden fünf Jahren; der Entfernung aus dem Dienst steht bei Ruhestandsbeamten die Aberkennung des Ruhegehalts gleich.
Bedienstete der Rechtsaufsichtsbehörde, der Oberen und Obersten Rechtsaufsichtsbehörde, des Landratsamtes und des Landkreises können nicht gleichzeitig Bürgermeister sein. Der Bürgermeister kann nicht gleichzeitig eine andere Planstelle in der Gemeinde innehaben oder deren sonstiger Bediensteter sein.

### Zeitpunkt der Wahl und Stellenausschreibung (§ 47 GemO)
Wird die Wahl des Bürgermeisters wegen Ablaufs der Amtszeit oder wegen Eintritts in den Ruhestand notwendig, ist sie frühestens drei Monate und spätestens einen Monat vor Freiwerden der Stelle, in anderen Fällen spätestens drei Monate nach Freiwerden der Stelle durchzuführen. Die Wahl kann bis zu einem Jahr nach Freiwerden der Stelle aufgeschoben werden, wenn die Auflösung der Gemeinde bevorsteht (§ 47 GemO).
Die Stelle des hauptamtlichen Bürgermeisters ist spätestens zwei Monate vor dem Wahltag öffentlich auszuschreiben. Die Gemeinde kann den Bewerbern, deren Bewerbungen zugelassen worden sind, Gelegenheit geben, sich den Bürgern in einer öffentlichen Versammlung vorzustellen.

### Vorzeitige Beendigung der Amtszeit (§ 128 GemO) und Abwahl
Die Amtszeit eines Bürgermeisters kann vorzeitig für beendet erklärt werden. Die Entscheidung darüber fällt das Verwaltungsgericht. Beantragen kann dies das Regierungspräsidium als obere Rechtsaufsichtsbehörde. Die Kriterien dafür sind in § 128 GemO sehr allgemein festgelegt: 1. Der Bürgermeister wird den Anforderungen seines Amtes nicht gerecht und 2. es treten dadurch erhebliche Missstände in der Verwaltung ein, dass eine Weiterführung des Amtes im öffentlichen Interesse nicht vertretbar ist.
Die Abwahl eines Bürgermeisters – also die Verkürzung seiner regulären Amtszeit durch eine vorzeitig initiierte Wahl – ist in Baden-Württemberg nicht möglich. Die mögliche Schaffung eines Abwahlrechtes war 1998 Gegenstand einer kleinen Anfrage im Landtag.
Alltagssprachlich spricht man auch dann von Abwahl, wenn ein gewählter Bürgermeister sich nach Ablauf der Wahlperiode ein weiteres Mal zur Wahl stellt und dabei nicht wiedergewählt wird.

## Geschichte
Ursprünglich betrug die Amtszeit der Bürgermeister in Baden, Württemberg-Baden und Württemberg-Hohenzollern sechs Jahre, nach der Vereinigung der Länder 1954 zu Baden-Württemberg wurde die Amtszeit auf acht Jahre für die Erstwahl und zwölf Jahre bei Wiederwahl verlängert. Durch die Gemeindeordnung 1975 wurde die Amtszeit auch nach einer Wiederwahl auf acht Jahre vereinheitlicht.